# Galashiels
Galashiels ([ɡæləˈʃiːəlz]; An Geal Àth en gaélique; Gallae en scots) est un burgh écossais situé dans le council area des Scottish Borders et dans la région de lieutenance du Berwickshire, construite de part et d'autre de la rivière Gala (de), et proche du fleuve Tweed. Elle est la deuxième ville de cette région avec environ 14 000 habitants. De 1975 à 1996, elle était la capitale administrative du district de Berwickshire, au sein de la région des Borders. 
Galashiels est connu pour sa production de textiles, possédant même une antenne de l'Université Heriot-Watt spécialisée dans le textile et le design.
Elle est située à 9 km de Melrose, 12 km de Selkirk et 52 km d'Édimbourg.

## Sports
La ville est connue pour avoir abrité une des trois équipes professionnelles de rugby à XV, les Border Reivers, qui jouait dans la Celtic League de 2001 à 2007 avant d'être dissous pour raisons financières. Le second club de rugby de la ville est le Gala RFC qui évolue dans le championnat d'Écosse D1.
Le football y est aussi présent avec le club amateur Gala Fairydean F.C.

## Personnalités liées à la ville
- Craig Chalmers, joueur de rugby et international écossais
- Archibald Cochrane, épidémiologiste
- John Collins, joueur de football et international écossais
- Arthur Lapworth, chimiste, pionnier de la Chimie organique physique
- Chris Paterson, joueur de rugby et international écossais
- Bryan Redpath, joueur de rugby et international écossais
- Gregor Townsend, joueur de rugby et international écossais

## Transports
Galashiels est reliée à Édimbourg par la ligne des Borders à raison d'un train toutes les demi-heures. Fermée en 1969, la ligne a été remise en service le 6 septembre 2015.